# Кёдо (станция)
Станция Кёдо (яп. 経堂駅 кё:до: эки) — железнодорожная станция на линии Одавара, расположенная в специальном районе Сэтагая, Токио.

## Планировка станции
2 платформы островного типа и 5 путей.
| 1, 2 | ■ Линия Одавара | Матида ・ Хон-Ацуги ・ Одавара ・(Hakone Tozan Railway) Хаконэ-Юмото ・(Линия Тама) Каракида ・(Линия Эносима) Фудзисава ・ Катасэ-Эносима |
| 3    | ■ Линия Одавара | Синдзюку ・(Линия Тиёда) Аясэ |
| 4    | ■ Линия Одавара | Синдзюку |

## Близлежащие станции
| «                                 | «             | Вид обслуживания                                       | »             | »                |
| Линия Одавара                     | Линия Одавара | Линия Одавара                                          | Линия Одавара | Линия Одавара    |
| --------------------------------- | ------------- | ------------------------------------------------------ | ------------- | ---------------- |
| Готокудзи                         |               | Local                                                  |               | Титосэ-Фунабаси  |
| Готокудзи                         |               | Sectional Semi-Express                                 |               | Титосэ-Фунабаси  |
| Симо-Китадзава                    |               | Semi-Express (не останавливается утром по будням)      |               | Сэйдзёгакуэн-маэ |
| Симо-Китадзава                    |               | Express (не останавливается утром и вечером по бодням) |               | Сэйдзёгакуэн-маэ |
| Симо-Китадзава                    |               | Tama Express                                           |               | Сэйдзёгакуэн-маэ |
| Rapid Express: не останавливается |               |                                                        |               |                  |